# Biesingen (Bad Dürrheim)
Biesingen ist ein Dorf in Baden-Württemberg in Deutschland, gelegen im Schwarzwald-Baar-Kreis und heute der kleinste Stadtteil von Bad Dürrheim.

## Geographie
Biesingen liegt auf 704 m ü. NN in der Baar und hat 427 Einwohner (Stand: 31. Dezember 2018).

## Geschichte
Biesingen wurde im Jahr 759/60 erstmals in einer Schenkungsurkunde des Klosters St. Gallen erwähnt; im frühen Mittelalter gehörte der Ort gemeinsam mit Aasen zur Urmark Heidenhofen. In den 1410er Jahren wurde Biesingen im Verlauf der Lupfener Fehde schwer in Mitleidenschaft gezogen. Im Grenzvertrag zwischen Württemberg und Baden 1810 wird der Ort dem Großherzogtum Baden zugeschlagen.
Am 1. September 1971 wurde es in die Stadt Bad Dürrheim eingemeindet und wechselte somit vom Landkreis Donaueschingen in den Landkreis Villingen, aus dem später der heutige Schwarzwald-Baar-Kreis entstand.

## Politik

### Liste der Bürgermeister (1839–1971)
- 1839–1841: Johannes Schnekenburger[5]
- 1842–1847: Martin Held
- 1848–1861: Johann Graf
- 1862–1872: Johann Martin Schnekenburger
- 1872–1878: Johann Georg Schnekenburger
- 1879–1890: Martin Mönch
- 1891–1909: Johann Martin Schnekenburger
- 1910–1911: Reinhold Strom
- 1912–1926: Christian Schnekenburger
- 1926–1945: Karl Held
- 1945–1968: Erhard Schnekenburger
- 1969–1971: Ernst Strom

### Liste der Ortsvorsteher (seit 1971)
- 1971–1987: Ernst Strom[5]
- 1987–1996: Willi Schnekenburger
- 1996–2009: Wolfgang Kaiser
- 2009–2019: Stephan Klemens
- 2019–2024: Armin Wehrle
- seit 2024: Tatjana Tröster

### Wappen
| Wappen von Biesingen | Blasonierung: „In Silber (Weiß) eine grün belaubte, bewurzelte schwarze Linde“                                                    |
| Wappen von Biesingen | Wappenbegründung: Das Wappen wurde 1960 verliehen. Es basiert auf einem Siegel aus dem 19. Jahrhundert. Die Bedeutung ist unklar. |

### Gemeindepartnerschaft
- Biesingen, Stadtteil von Blieskastel im Saarpfalz-Kreis im Saarland

## Wirtschaft und Infrastruktur

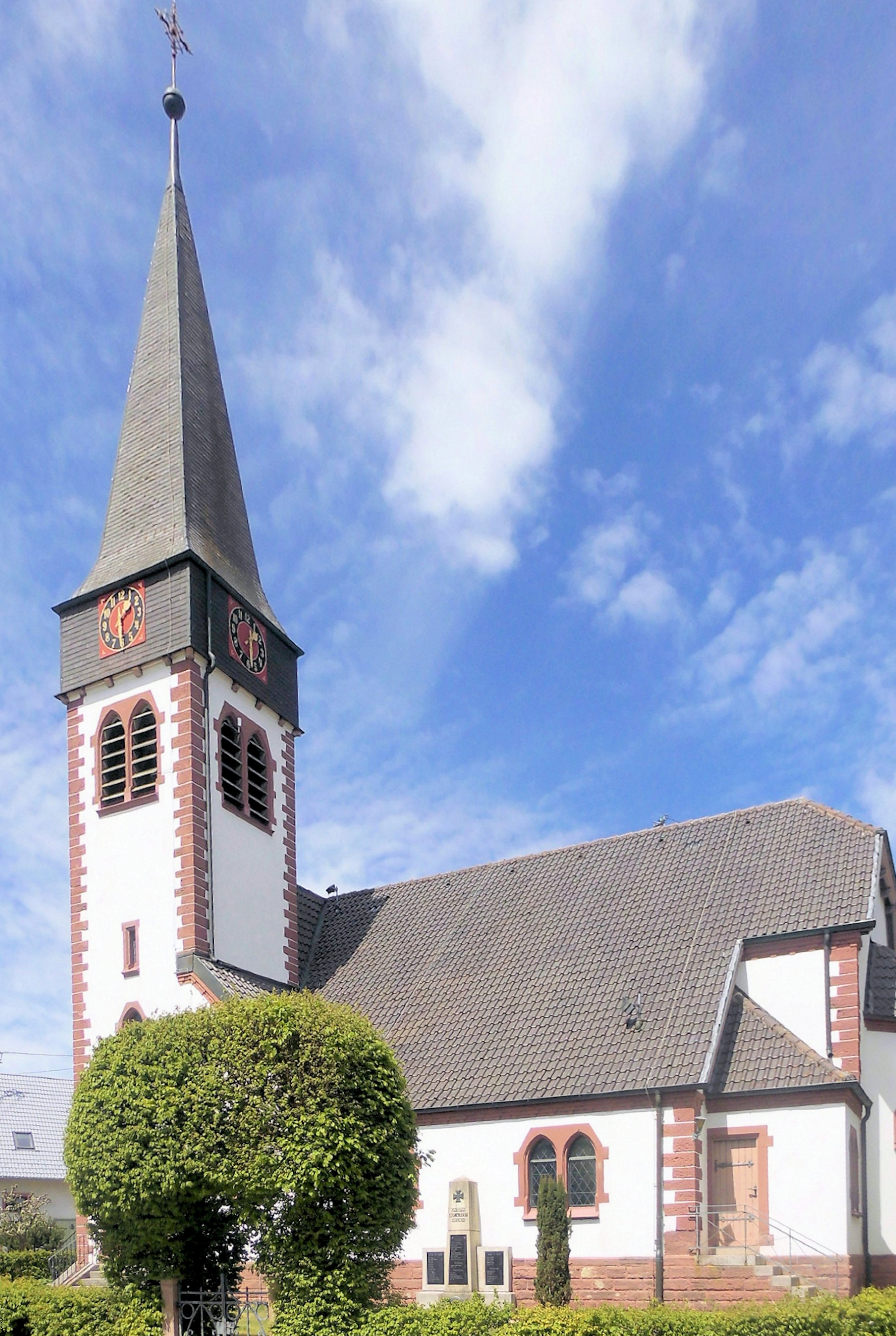
Evangelische Kirche Biesingen

Der kleinste Stadtteil Bad Dürrheims mit einer gewachsenen Tradition von Landwirtschaft und Handwerk, 300 ha Gemarkungsfläche und einem herausgeputzten Ortskern rund um die malerische, evangelische Kirche hat am Modellversuch „Aufblühende Dörfer“ der Evangelischen Akademie Bad Boll teilgenommen.
Seit 2008 ist Biesingen das Dorf, das im Schwarzwald-Baar-Kreis am meisten Solarenergie pro Einwohner produziert. Im Landesvergleich Baden-Württembergs liegt es in der gleichen Kategorie auf Platz 10 und im Bundesvergleich auf Platz 47. Im ehemaligen Gasthaus Löwen wurde 2015 eine Betreuungseinrichtung für unbegleitete minderjährige Flüchtlinge mit 17 Plätzen eingerichtet, die von der privaten Organisation „Soziale Kompetenz“ (Geschäftsführer: Alex Fetzer) getragen wird. In einem weiteren ehemaligen Gasthaus hat das Kinderhaus am Buchberg (Hüfingen-Behla) eine Außenwohngruppe eingerichtet.

## Sehenswürdigkeiten
Sehenswert ist die neugotische Kirche in der Dorfmitte und der Altvogtshof mit dem 1987 neugestalteten Dorfplatz.